# 小出川
小出川（こいでがわ）は、神奈川県中央南部を流れる相模川水系の一級河川。かつては別名赤池川とも呼ばれた。
以前は水質汚染が問題視されたこともあった。現在は上流部がヒガンバナの名所として知られる。

## 行政指定
行政指定内容は、以下のとおり。
- 河川指定:一級河川
  - 上流端
    - 左岸:藤沢市遠藤4148番地先
    - 右岸:同市遠藤4152番地先

  - 下流端
    - 相模川への合流点
- 水系指定:相模川水系

## 流路
藤沢市遠藤の笹窪谷戸に源を発し、慶應義塾大学湘南藤沢キャンパスの脇を流れ、駒寄川が流入し、茅ヶ崎市と寒川町の境界河川となる。
新湘南バイパスとほぼ平行して茅ヶ崎市の西部を縦断し、千ノ川が流入した後、平塚市で相模川の河口付近に注ぐ。

## 地質学
相模野台地の末端にあたる、比較的緩やかな起伏の高座丘陵を、小出川や駒寄川が侵食し、谷戸をつくり出している。。
神奈川県立茅ヶ崎北陵高等学校が位置する舌状台地の先端では、「西方貝塚」が発掘され、縄文時代前期には、台地の先端が小出川の河口で、現在は海岸線から4.7 km離れているが、相模湾がここまで入り込んでいたことがわかる。

## 歴史
小出川が侵食して形成した谷戸の内では、台地や丘陵からの浸透水や湧出水を水源とした水田が、谷戸田と呼ばれ利用されてきた。